# Chu Trạc
Chu Trạc (1845-1925), còn có tên khác là Châu Đình Trạc, là một nhà yêu nước Việt Nam, đỗ Cử nhân võ ở Thanh Hóa (1879). Ông từng tham gia phong trào khởi nghĩa Nguyễn Xuân Ôn và là người mưu đồ phát động khởi nghĩa chống Pháp tại Nghệ An năm 1908 nhưng bị bại lộ và bị Pháp kết án lưu đày ở Côn Đảo.

## Hành trạng
Chu Trạc sinh năm 1845, quê ở xóm Nương Che, xã Trường Thành (nay là Hoa Thành), huyện Yên Thành, tỉnh Nghệ An. Thân phụ ông làm Đề lệnh, mẹ dệt vải. Thời trẻ, ông đã có tiếng nghĩa khí. Khoa thi võ năm Kỷ Mão 1879 tại Thanh Hóa, ông tham gia và đỗ Cử nhân võ.
Bấy giờ tình hình nước nhà rối ren, quân Pháp tung hoành ngang ngược, nuốt trọn Nam Kỳ và đánh phá Bắc Kỳ. Dù đỗ đạt, ông không ra làm quan mà mở cửa hàng buôn bán, chiêu nạp nghĩa sĩ khắp nơi mưu đồ giúp nước. Khi kinh thành Huế thất thủ, vua Hàm Nghi hạ dụ Cần Vương, Tiến sĩ Nguyễn Xuân Ôn, Tiến sĩ Nguyễn Nguyên Thành, Phó bảng Lê Doãn Nhã, Cử nhân Đinh Nhật Tân hợp nhau cùng hưởng ứng, lập chiến khu chống Pháp ở xã Đồng Thành (nay thuộc Yên Thành, Nghệ An), xây dựng Đại đồn Đồng Thông. 
Chu Trạc bấy không trực tiếp tham gia nhưng vẫn tích cực hỗ trợ các nhóm nghĩa quân.
Tuy nhiên, không lâu sau, Nguyễn Xuân Ôn bị bắt, Phan Đình Phùng cũng qua đời, phong trào Cần Vương hoàn toàn thất bại. Nơi quê nhà, Chu Trạc ẩn nhẫn chờ dịp tái khởi. Ông vẫn thường xuyên liên lạc và hỗ trợ cho các thủ lĩnh nghĩa quân như Phan Văn Chở, Phan Văn Tráng, Đội Phủ, Đội Địa... Các nhóm nghĩa quân được Chu Trạc hỗ trợ đóng rải rác ở Yên Thành, Diễn Châu. Ngoài ra, ông cũng bí mật liên lạc với những người yêu nước khác như Đội Quyên, Cửu Lương và nhiều binh lính ở đồn Chợ Rạng (Thanh Chương)... chờ cơ hội khởi nghĩa.
Cuối năm 1907, được sự vận động của Duy Tân hội, ông thành lập "nghĩa đảng" chống Pháp, cùng một số bà con trong họ tham gia nghĩa quân, đồng thời vận động những nhà phú hữu góp tiền cho nghĩa quân mua vũ khí. Để có tiền hỗ trợ nghĩa quân, Chu Trạc lập hiệu buôn ở Chợ Dinh (Yên Thành), bán lâm thổ sản ở Diễn Châu. Ông nhiều lần cử Nho Chớ qua Xiêm mua hoặc nhận súng do nhóm Đặng Thúc Hứa gửi về.
Đầu năm 1908, Duy Tân hội dự định khởi nghĩa. Theo kế hoạch, khi phong trào chống thuế nổ ra, lực lượng của Chu Trạc sẽ đánh xuống Nghi Lộc, sau đó sẽ cùng lực lượng của Ngư Hải, Nho Chiến từ Nam Đàn cùng nhau tấn công Vinh. Nếu tiến công không thành công, đại bộ phận nghĩa quân sẽ kéo ra Yên Thế (Bắc Giang), nơi Phạm Văn Ngôn đã đặt cơ sở từ trước, tham gia với Đề Thám.
Tuy nhiên, kế hoạch sớm bị bại lộ do sự phản bội của Đội Địa, một thủ lĩnh nghĩa quân cũ. Quân Pháp nhanh chóng mở cuộc truy bắt các thủ lĩnh nghĩa đảng. Chu Trạc bị bất ngờ, phải cho chôn vũ khí ở Cồn Mèo, đốt giấy tờ, cờ quạt. Bị bao vây ngặt nghèo, sau gần một đêm cầm cự, Chu Trạc đành phải ra hàng để tạo điều kiện cho một bộ phận nghĩa quân thoát hiểm ra ngoài.
Sau khi bắt được Chu Trạc, chính quyền thực dân Pháp kết tội ông 15 năm khổ sai tại Côn Lôn.
Sau khi ông qua đời năm 1925, để tưởng nhớ, con cháu và nhân dân đã lập nhà thờ để thờ phụng.
Tên của ông được đặt cho xóm ông sinh ra và một con đường ở tỉnh lỵ của tỉnh Nghệ An - thành phố Vinh.